# 戎装秀体蚤
戎装秀体溞（学名：Diaphanosoma perarmatum）为仙达溞科秀体溞属的动物。分布于印度尼西亚以及中国大陆的西藏等地，一般生活于静水小池中。